# لنوار (کارولینای شمالی)
لنوار (به انگلیسی: Lenoir) شهری در ایالت کارولینای شمالی کشور ایالات متحده آمریکا است که جمعیت آن در سرشماری سال ۲۰۱۰ میلادی، ۱۸٬۲۲۸ نفر بوده‌است.